# Rectarcturus tuberculatus
Rectarcturus tuberculatus är en kräftdjursart som beskrevs av Schultz 1981. Rectarcturus tuberculatus ingår i släktet Rectarcturus och familjen Rectarcturidae. Inga underarter finns listade i Catalogue of Life.